# Tomasz Podgórski
Tomasz Podgórski (ur. 30 grudnia 1985 roku w Gliwicach) – polski piłkarz, występujący na pozycji pomocnika, od 2025 trener klubu Piast ll Gliwice. Wychowanek Piasta Gliwice, w którym grał przez 12 lat, z półroczną przerwą na wypożyczenie do Zawiszy Bydgoszcz.

## Statystyki klubowe
Aktualne na 25 listopada 2017:
| Klub                       | Sezon              | Liga               | Liga  | Liga   | Puchar kraju | Puchar kraju | Europa | Europa | Inne  | Inne   | Suma  | Suma   |
| Klub                       | Sezon              | Liga               | Mecze | Bramki | Mecze        | Bramki       | Mecze  | Bramki | Mecze | Bramki | Mecze | Bramki |
| -------------------------- | ------------------ | ------------------ | ----- | ------ | ------------ | ------------ | ------ | ------ | ----- | ------ | ----- | ------ |
| Piast Gliwice              | 2004/2005          | II liga            | 17    | 1      | 6            | 0            | –      | –      | 2     | 0      | 25    | 1      |
| Piast Gliwice              | 2005/2006          | II liga            | 27    | 1      | 0            | 0            | –      | –      | –     | –      | 27    | 1      |
| Piast Gliwice              | 2006/2007          | II liga            | 32    | 4      | 2            | 0            | –      | –      | –     | –      | 34    | 4      |
| Piast Gliwice              | 2007/2008          | II liga            | 27    | 2      | 1            | 0            | –      | –      | –     | –      | 28    | 2      |
| Piast Gliwice              | 2008/2009          | Ekstraklasa        | 14    | 0      | 2            | 0            | –      | –      | 6     | 0      | 22    | 0      |
| Piast Gliwice              | 2009/2010 j        | Ekstraklasa        | 2     | 0      | 2            | 0            | –      | –      | –     | –      | 4     | 0      |
| Piast Gliwice              | 2010/2011          | I liga             | 27    | 5      | 1            | 0            | –      | –      | –     | –      | 28    | 5      |
| Piast Gliwice              | 2011/2012          | I liga             | 30    | 8      | 2            | 1            | –      | –      | –     | –      | 32    | 9      |
| Piast Gliwice              | 2012/2013          | Ekstraklasa        | 30    | 7      | 3            | 0            | –      | –      | –     | –      | 33    | 7      |
| Piast Gliwice              | 2013/2014          | Ekstraklasa        | 37    | 1      | 1            | 0            | 2      | 0      | –     | –      | 40    | 1      |
| Piast Gliwice              | 2014/2015          | Ekstraklasa        | 31    | 2      | 2            | 0            | –      | –      | –     | –      | 33    | 2      |
| Piast Gliwice              | Ogólnie            | Ogólnie            | 274   | 31     | 22           | 1            | 2      | 0      | 8     | 0      | 306   | 32     |
| Zawisza Bydgoszcz          | 2009/2010 w        | II liga            | 15    | 1      | 0            | 0            | –      | –      | –     | –      | 15    | 1      |
| Zawisza Bydgoszcz          | Ogólnie            | Ogólnie            | 15    | 1      | 0            | 0            | 0      | 0      | 0     | 0      | 15    | 1      |
| Ruch Chorzów               | 2015/2016          | Ekstraklasa        | 26    | 1      | 1            | 0            | –      | –      | –     | –      | 27    | 1      |
| Ruch Chorzów               | Ogólnie            | Ogólnie            | 26    | 1      | 1            | 0            | 0      | 0      | 0     | 0      | 27    | 1      |
| Podbeskidzie Bielsko-Biała | 2016/2017          | I liga             | 30    | 8      | 0            | 0            | –      | –      | –     | –      | 30    | 8      |
| Podbeskidzie Bielsko-Biała | 2017/2018          | I liga             | 16    | 2      | 2            | 1            | –      | –      | –     | –      | 18    | 3      |
| Podbeskidzie Bielsko-Biała | Ogólnie            | Ogólnie            | 46    | 10     | 2            | 1            | 0      | 0      | 0     | 0      | 48    | 11     |
| Ogólnie w karierze         | Ogólnie w karierze | Ogólnie w karierze | 361   | 43     | 25           | 2            | 2      | 0      | 8     | 0      | 396   | 45     |